# Кониоло Брико
Кониоло Брико (итал. Coniolo Bricco) је насеље у Италији у округу Алесандрија, региону Пијемонт.
Према процени из 2011. у насељу је живело 314 становника. Насеље се налази на надморској висини од 226 м.

## Становништво
| 1936. | 1951. | 1961. | 1971. | 1981. | 1991. | 2001. | 2011. |
| ----- | ----- | ----- | ----- | ----- | ----- | ----- | ----- |
| 846   | 761   | 621   | 535   | 428   | 398   | 422   | 451   |